# Port lotniczy Dikhil
Port lotniczy Dikhil (ang. Dikhil Airport) – lotnisko w Dżibuti. Znajduje się w mieście Dikhil.